# Lachapelle-sous-Gerberoy
Lachapelle-sous-Gerberoy – miejscowość i gmina we Francji, w regionie Hauts-de-France, w departamencie Oise.
Według danych na rok 1990 gminę zamieszkiwały 134 osoby, a gęstość zaludnienia wynosiła 27 osób/km² (wśród 2293 gmin Pikardii Lachapelle-sous-Gerberoy plasuje się na 863. miejscu pod względem liczby ludności, natomiast pod względem powierzchni na miejscu 878.).